# Zephyrarchaea marae
Zephyrarchaea marae es una especie de araña del género Zephyrarchaea, familia Archaeidae. Fue descrita científicamente por Rix & Harvey en 2012.
Habita en Australia (Victoria). Los machos miden 3,03 mm de largo, mientras que las hembras miden 3,95 mm.